# История евреев в Ливане
История евреев в Ливане и присутствие евреев в Ливане, уходят корнями в библейские времена.

## Евреи в Ливане сегодня
Ливанские евреи традиционно относятся к мизрахим. В основном проживают в Бейруте и его окрестностях, а также в Сидоне и Баальбеке. Почти вся община эмигрировала в Израиль и страны с уже хорошо развитой ливанской диаспорой, такие как Франция, Швейцария, США, Канада, Аргентина, Бразилия, Венесуэла, Австралия, Центральная и Восточная Европа (в частности, Россия и Болгария, в которых в основном поселились студенты, заключившие браки с местными жителями). Некоторые из этих ливанских евреев, эмигрировавших в Израиль позже вернутся в качестве оккупационных войск в 1982 году.
На данный момент только 50—100 евреев живёт в стране. Эмиграция из Ливана не была массовой, даже после первой гражданской войны в Ливане в 1958 году, так как ливанские евреи были тесно интегрированы в общество и не чувствовал необходимости отказаться от своей родины. Но эмиграция увеличилось после начала в 1975 году в Ливане гражданской войны, и ещё больше возросла после того, как Израиль вторгся в Ливан в 1982 году.

## Ранняя история
В до-библейские времена, регион между Газой и Анатолией (территория современных Ливана, Израиля/Палестины, Иордании и Сирии) был одной культурной единицей. Несмотря на отсутствие центральной политической власти, регион объединялся близостью языков (северозападносемитские языки, в частности финикийский, древнееврейский и арамейские), религии и образа жизни. Здесь находились некоторые из первых в мире постоянных поселений, расположенных вокруг ранних сельскохозяйственных общин и независимых городов-государств, многие из которых обладали широкой сетью торговых отношений по всему Средиземноморью и за его пределами.
Во времена Израильского царства, Ливан и Израиль (в том числе современная Иордания) уже могут быть признаны как полностью обособленные, хотя они оставались близкими союзниками. В течение этого периода, части современного Ливана находились под контролем Иерусалима, а евреи жили далеко на север в районе Ваал-Хермон на склонах горы Хермон (иногда отождествляется с современной Хасбайей, которая в свою очередь стала важным центром еврейской жизни в первой половине XX века).
Согласно еврейской Библии, территории израильских колен Ашера и Нафтали включали ряд территорий современного Ливана, доходя до Сидона на севере. Эти колена входили в состав Объединённого Израильского царства, а затем Северного царства под тем же именем. Приблизительно в 732 году до н. э., ассирийцы депортировали колено Нафтали, судьба, которая постигла остальную часть Северного царства в 723 году до н. э. Новый Завет также ссылается на пребывание Иисуса в районе горы Хермон, возле которой, как само собой разумеющееся, отмечается еврейское присутствие. Иногда в данном аспекте упоминается и местность Каны (недалеко от Тира в Ливане), но Библия ясно позволяет избежать путаницы, указывая на местоположение Каны Галилейской.
После восстания Бар-Кохбы против римлян в 132 году н. э., несколько еврейских общин были созданы в Ливане. Халиф Муавия (642—680), создал еврейскую общину в Триполи, Ливан. Другая община была основана в 922 году в Сидоне. Еврейская иешива была создана в Тире в 1071 году. В XIX веке враждебное отношение друзов и маронитов заставили многих евреев покинуть Дейр эль Камар, при этом большинство переехало в Хасбайю в конце века.

## Начало XX века
В 1911 году евреи из Италии, Греции, Сирии, Ирака, Турции, Египта и Ирана переезжали в Бейрут, увеличив еврейскую общину города более чем на 5000 членов. Статьи 9 и 10 Конституции Ливана 1926 года гарантировали свободу вероисповедания любому религиозному сообществу, в том числе еврейской общине, право управлять своим гражданским делами, в том числе образованием, и, таким образом, еврейской общине было гарантировано конституцией, то, что не распространялось на другие еврейские общины в регионе. Еврейская община процветала под французским мандатом в Великом Ливане, оказывая значительное влияние на всей территории Ливана и за его пределами. Евреи были сторонниками партии фалангистов Пьера Жмайеля (правая партия, представляющая интересы маронитов и заимствовавшая организационные формы у Национальной фашистской партии Италии и движения фалангистов Франко в Испании). Евреи сыграли важную роль в создании Ливана в качестве независимого государства.
В Ливане были основаны две еврейские газеты, на арабском языке «Аль-Алам аль-Исраили» (Израильский мир) и франкоязычная «Le Commerce du Levant», экономическое издание которые издаётся до сих пор (хотя теперь оно принадлежит не евреям).
Еврейская община Бейрута в своём развития прошла три этапа. До 1908 года, еврейское население в Бейруте росло благодаря миграции из сирийского региона и из других османских городов, таких как Измир, Салоники, Стамбул и Багдад. Коммерческий рост в процветающем портовом городе, консульская защита, и относительная безопасность и стабильность в Бейруте все содействовало еврейской миграции. Таким образом, от нескольких сотен в начале XIX века, еврейская община выросла до 2500 к концу века, и к 3500 перед мировой войной. В то время как число евреев значительно возросло, община оставалась в основном неорганизованной. В течение этого периода, общине не хватало некоторых фундаментальных институтов, таких как коммунальные уставы, избранный совет, механизмы обеспечения и налогообложения. В этот период наиболее организованным и известным еврейским заведением в городе была, вероятно, частная школа-интернат Тиферет Израиль (Слава Израиля), основанная Заки Коэном в 1874 году. Еврейская школа привлекала студентов из обеспеченных семей, таких как Шлюш (Яффо), Мойяль (Яффо) и Сассун (Багдад). Её основатель, под влиянием османских реформ и местных культурных тенденций, стремился создать современную, но еврейскую школу. Он ввёл изучение как светских, так и сугубо еврейских предметов, а также изучение семи языков. Он также ввёл изучение коммерческих предметов. Школа была закрыта в начале XX века в связи с финансовыми трудностями.
Революция младотурок (1908) запустила процесс организации общины. Через шесть лет бейрутская община созвала общее собрание, избравшее общинный Совет из двенадцати членов, подготовившее общинный устав, назначившее главного раввина, и создавшее комитеты для администрирования налогообложения и образования. Этот процесс был связан с напряженностью и даже конфликтами внутри сообщества, но в итоге, совет общины был создан и принят в обществе. Главный раввин получал зарплату от общины, а де-факто властью Совета.
С созданием Великого Ливана (1920), еврейская община Бейрута стал частью нового политического образования. Французские правители мандата, по общепринятой местной политической традицией разделения власти, признал самостоятельность различных религиозных общин. Таким образом, еврейская община была одной из шестнадцати общин Ливана и пользовалась большей степенью автономии, более или менее по прежней системе османских властей. На третьем этапе своего развития, община, основывает два основных института: синагогу Маген Авраам (1925) и общественную школу изучения Торы (Талмуд-Тора) Селим Тарраб (1927). Община также оказывает социальные услуги, такие как содержание общественных благотворительных организаций Бикур-холим, Озер-Далим и Матан-бассетер. Финансирование всех этих учреждений шло из взносов обеспеченных членов общины, которые также вносили свой вклад в организацию еврейских праздников и торжеств, посредством подписки обеспеченных членов, мероприятий по сбору и лотерей организованных общиной. В общем, община была финансово независима и не полагалась на благотворительность европейского еврейства.
Развитие еврейского ишува в Палестине оказало влияние на еврейских лидеров, которые высказали сочувствие и активную поддержку сионизма. Интересно, что еврейское руководство в Бейруте в это время идеологически объединилась с базирующейся в США организацией Бнай Брит и создало свою локальную ложу (Ложа Азрей Ха-Леванон), которая была укомплектована лидерами местных общин. Ложа Бнай Брит в Бейруте привлекала социальную и экономическую элиты. Она влияла на еврейскую общину через развитие социальной активности, повышения роли еврейских солидарности и благотворительности. В отличие от Альянса, который в основном стремился к расширению возможностей отдельных евреев через получение ими современного образования, Бнай Брит стремилась расширить возможности как отдельного человека, и общины в целом. В Бейруте, в отличие от других еврейских общин, большинство из членов муниципального совета были также членами Бнай Брит, следовательно, существовала прочная связь между Советом и ложей. Конечно, школа Альянса была популярна в сообществе, поскольку она давала образование на французском языке и подготавливала учеников к получению высшего образования. До тех пор, пока не было никакой еврейской средней школы в Бейруте, многие еврейские студенты обучались в школах других религий (в основном в христианских), либо светских школах. Еврейская община была одной из самых маленьких религиозных общин страны, и, следовательно, не имела права на гарантированное представительство в парламенте. Будучи исключенными из ливанской политической жизни, еврейские руководители стремились улучшить общественный статус сообщества путём консолидации и развития общины в целом. В общем, период французского мандата характеризовался ростом, развитием и стабильностью еврейской общины в Ливане.
В XX веке еврейская община в Ливане принимала мало участия в политике и не выказывала к ней интереса. Евреи традиционно не были вовлечены в распри крупных религиозных групп в стране. Вообще говоря, евреи не были склонны поддерживать ливанский национализм и чувствовали близости к Франции. Французские власти отрицательно относились ко всем выражениям сионизма (в котором они видели политический инструмент своего британского конкурента), и община была по большей части безразлична к нему. Несколько лидеров сообщества, таких как Иоссиф Фархи, горячо поддержали сионистское движение, и стремились усилить уровень поддержки концепции еврейского государства в Палестине. Евреи в Ливане имели хорошие контакты с ишувом в Палестине и наносили регулярные визиты из Бейрута в Иерусалим. Сионистское Еврейское агентство сетовало на отсутствие национального чувства среди ливанских евреев. Всемирная сионистская организация была также разочарована отсутствием более активной поддержки, община даже не посылала делегацию на Всемирные сионистские конгрессы.
Организация Маккаби была официально зарегистрирована ливанскими властями и была активным центром еврейской культурной жизни в Бейруте и Сидоне. Маккаби обучала ивриту и еврейской истории, и была в центре внимания небольшого сионистского движения в стране. Были также просионистские элементы в маронитской общине Ливана.
После того, как в результате беспорядков в Иерусалиме 1929 года, великий муфтий Иерусалима был изгнан из Палестины и решил поселиться в Ливане, он продолжал провокационные выступления против британцев и сионистов. Во время беспорядков некоторые мусульманские националисты и редакторы основной греко-православной газеты (которые видели будущую судьбу ливанского государства в общем контексте арабского мира) стремились спровоцировать погромы в Ливане. По-видимому также это привело к уклончивым ответам, данным министром внутренних дел Хабибом Аби Шахлой Иосифу Фархи, когда тот от имени еврейской общины поднял вопрос о получении мест в недавно расширенном ливанском парламенте.

## После 1947 года
Антисионистские демонстрации начались в 1947 и 1948 годах, но первоначально не наносили никакого вреда еврейской общине. По мере продолжения арабо-израильского конфликта, враждебность по отношению к евреям усилились, особенно со стороны мусульманского населения. Главная синагога в Бейруте была взорвана террористами в начале 1950-х годов, а ливанская палата депутатов стала местом острых дискуссий о статусе еврейских офицеров ливанской армии. Результатом обсуждений стало единогласное решение об отставке и исключении их из ливанской армии. Два еврейских офицеров были уволены, но некоторые евреи продолжали работать на правительство.
Большинство ливанских евреев были сионистских взглядов и смотрели благосклонно на создание Израиля, но тем не менее они не хотели вмешиваться в политику и не обсуждали вопросы связанные с Израилем, чтобы их арабские соседи не обвиняли их в измене.
До 1958 года, когда в Ливане вспыхнула первая гражданская война, число евреев в Ливан оставалось на уровне около 9000, что делало Ливан единственной арабской страной, в которой еврейское население увеличилось после 1948 года. Только после 1958 года начался массовый исход евреев из Ливана, в результате политических волнений в стране. Несколько сотен репатриировались в Израиль, а многие другие переехали в США и Европу.
В начале 1967 года число евреев, оставшихся в Ливане оценивалось примерно в 5000-6000, но после Шестидневной войны, эмиграция увеличилась и община уменьшилась примерно наполовину. К тому времени, почти все ливанские евреи проживали в Бейруте, наряду с несколькими семьями, оставшимися в Сидоне (община в Триполи прекратила своё существование до 1947 года). Было два еврейских банка в Ливане, Сафра банк и Société Bancaire (ранее Zilkhah банк). Только после войны 1967 года были введены ограничения, накладываемые на ливанских евреев, которые должны были обращаться к властям за получением разрешений на работу и просьбы далеко не каждого заявителя были удовлетворены. Это стало одной из причин увеличения еврейской эмиграции. Другая причина заключается в частичном параличе ливанской экономики, особенно в сфере туризма, так как христианские паломники больше не нуждались проезжать через Ливан для того, чтобы посетить Старый город Иерусалима и Вифлеем. Некоторые еврейские эмигранты, особенно молодые люди, уезжали в Израиль.
В конце 1960 и начале 1970-х годов, еврейская община в Бейруте по-прежнему содержала синагоги и другие общинные институты, а также были синагоги в Сидоне и в летних курортах Бхамдун и Алей. В этот период ещё работали еврейские школы в Бейруте и Сидоне. Еврейские ученики также учились в христианских учебных заведениях, особенно в колледжах и институтах, так как еврейские школы не проводили обучение на уровне всех классов средней школы, и из-за предпочтения ливанских евреев учиться на французском языке. Даже в еврейских школах акцент был сделан на изучении французского языка. Арабский изучался в меньшей степени, а иврит ещё меньше, хотя изучение иврита не было ограничено со стороны властей. Сеть еврейских и христианских школ успешно боролась с неграмотностью среди молодого поколения, но очень мало кто продолжал обучение в высших учебных заведениях. Большая часть молодого поколения занялась бизнесом. К 1970 году община сократилась до около 1000—1800.
На ранних этапах второй гражданской войны в Ливане (1975—1990), и особенно после паралича институтов государства в 1975—76 годах и израильского вторжения в июне 1982 года, большинство евреев страны эмигрировали. Те, кто остался, особенно в охваченном войной Бейруте, сильно пострадали в связи с боевыми действиями, которые велись в еврейском квартале и вокруг него. Израильско-палестинская борьба в Ливане, которая достигла своего пика в 1982 году, и борьба между шиитскими вооружёнными группировками и израильской армией на юге Ливана, также поспособствовали падению численности местной еврейской общины. К 1980 году только около 200 евреев оставались в Ливане, и к концу 1980-х и начале 1990-х годов их число сократилось до менее 100. В середине 2002 года сообщалось, что 67 ливанских евреев иммигрировали в Израиль в период 1990—2001 годов. В 2004 году число евреев, оставшихся в Ливане, по оценкам, было не более нескольких десятков. Согласно докладу, в 2004 году, еврейская община в Ливане насчитывала только несколько десятков членов, в основном пожилых. Все эти евреи жили в Бейруте и его окрестностях.
В 2010 году начались работы по восстановлению старой синагоги в Бейруте, синагоги Маген Авраам. Синагога пришла в упадок. Крыша рухнула и деревья и кусты выросли под ней. Антисемитские граффити покрывали стены синагоги, и там сильно пахло мочой. Хотя Солидер согласился предоставить средства на реконструкцию, потому что политические деятели полагали, что это покажет Ливан как открытое общество, терпимое к иудаизму, ни один из евреев, участвующих в проекте, не согласился быть идентифицирован, не нашлось и строителей, готовых назваться или сфотографироваться. Международные средства массовой информации и даже некоторые члены еврейской общины (в и вне Ливана) сомневаются, что кто-то будет молиться там.

## Президенты еврейской общины
Среди глав еврейской общины Ливана были:
| - Эзра Анзарух Приор до 1910 - Иосиф Фархи 1910—1924 - Иосиф Дихи-бей 1925—1927 - Иосиф Фархи 1928—1930 - Селим Харари 1931—1934 - Иосиф Фархи 1935—1938 | - Деаб Саадия и Иосиф Дихи-бей 1939—1950 - Иосиф Атиех 1950—1976 - Иссак Сасон 1977—1985 - Рауль Мизрахи 1985 - Иосиф Мизрахи 1986—2003 - Иссак Арази 2005 — 2023 |

Казначеем общины в 1920—1932 годы был Иосиф Балайла

## Главные раввины
Между 1799 и 1978 годами, ряд главных раввинов стояли во главе религиозной жизни ливанских евреев:
| - Раввин Моше Йедид-Леви 1799—1829 - Раввин Ральф Альфандари - Раввин Йуссуф эль Манн - Раввин Аарон Йедид-Леви - Раввин Заки Коэн 1875 - Раввин Менаше Эзра Суттон - Раввин Яаков Букай - Раввин Хаим Дана | - Раввин Моше Йедид-Леви - Раввин Нассим Афанди Данон 1908—1909 - Раввин Яаков Тарраб 1910—1921 - Раввин Шломо Таггер 1921—1923 - Раввин Шабтай Бахбут 1924—1950 - Раввин Бенцион Лихтман 1932—1959 - Раввин Яаков Аттиех 1949—1966 - Раввин Яаков Хрейм 1960—1978 |